# Evangelische Kirche Ihringen

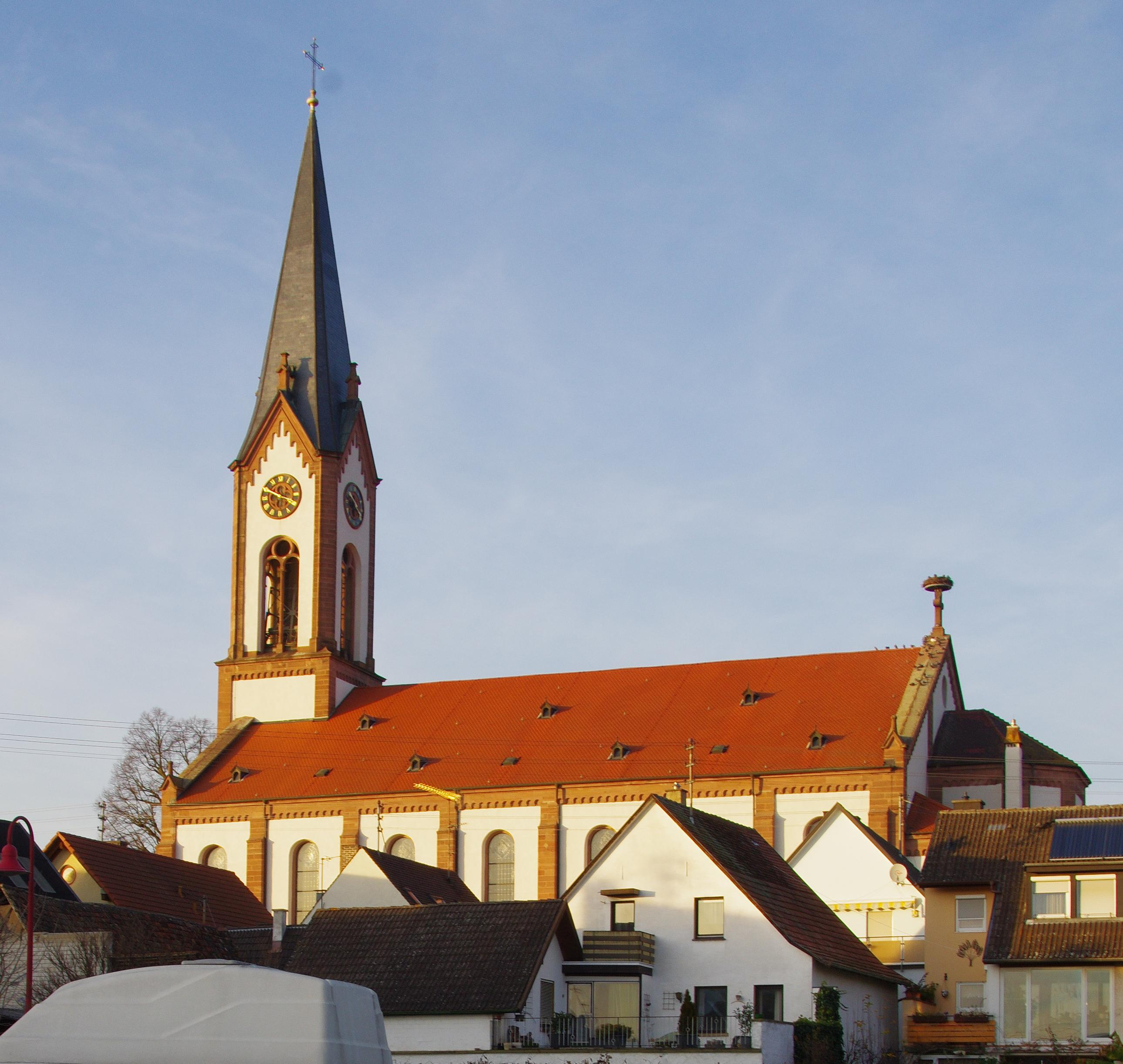
Kirche von Süden

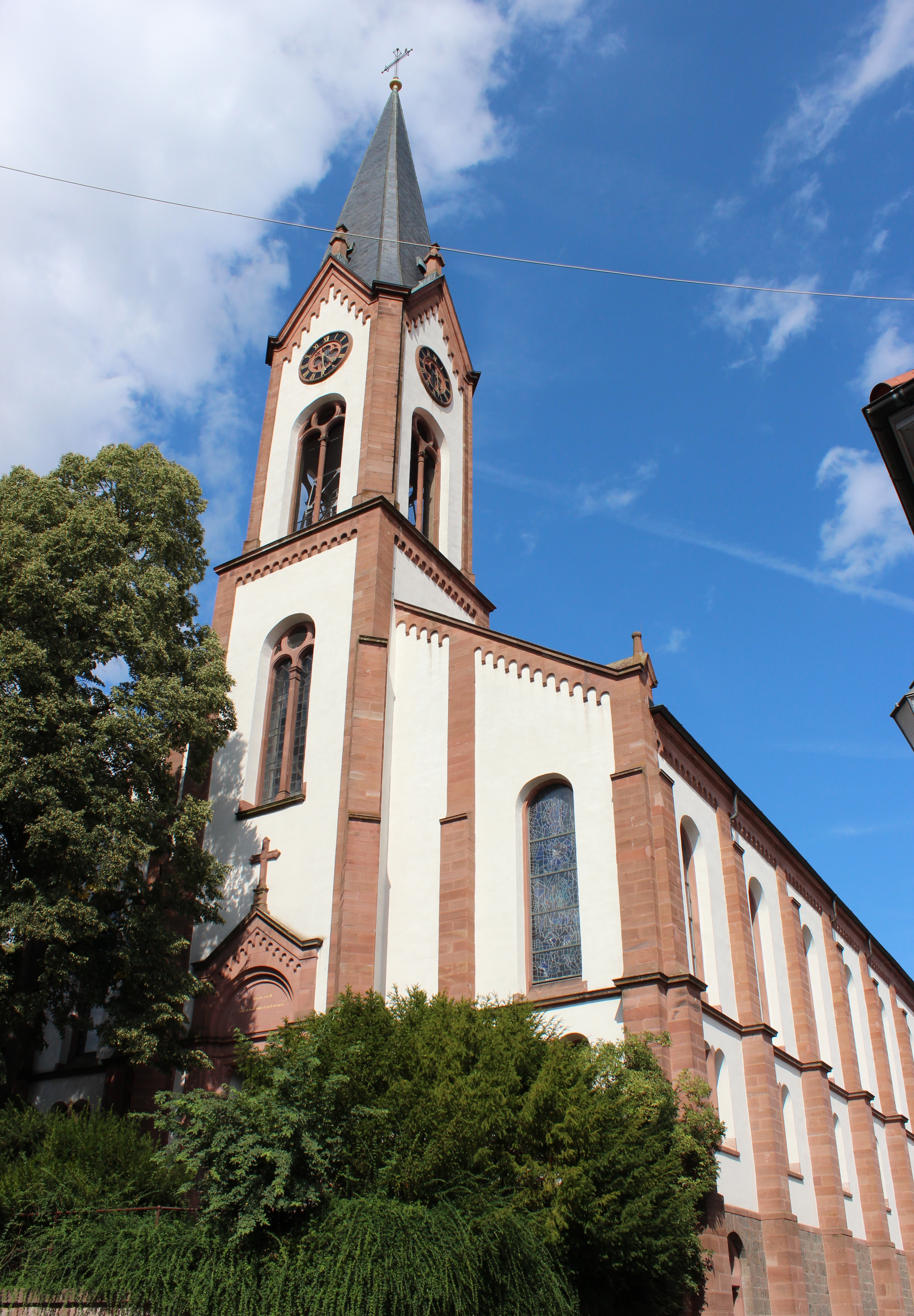
Vorderseite der Kirche

Die Evangelische Kirche Ihringen ist der Gottesdienstraum einer Kirchengemeinde, in der die evangelischen Einwohner des Kaiserstuhlortes Ihringen mit seinen Ortsteilen Ihringen und Wasenweiler und des Tunibergortes Merdingen zusammengefasst sind, zusammen etwa 3400 Personen. Die Gemeinde gehört zur Evangelischen Landeskirche in Baden. Die Kirche wurde von 1874 bis 1877 in neuromanischem Stil errichtet.

## Geschichte
Die erste Erwähnung Ihringens (Uringa) ist zugleich die erste Erwähnung einer Kirche hier. Sie wurde damals dem Bischof von Konstanz übereignet. Später kam der Kirchensatz, das wirtschaftliche Nutzungsrecht und das Recht der Mitwirkung bei der Wahl des Pfarrers, zum Kloster St. Margarethen in Waldkirch, schließlich 1356 zur Kommende des Deutschen Ordens in Freiburg im Breisgau. 1423 wird der heilige Martin von Tours als Patron der Kirche genannt. Die Ihringer Ortsherrschaft ging 1379 an die Markgrafschaft Baden-Hachberg über, und bei Baden – bei allen wechselnden politischen Gestalten Badens – ist Ihringen bis heute geblieben. Weil es zur Zeit der Reformation zur Markgrafschaft Baden-Durlach gehörte, wurde es mit der Markgrafschaft gemäß der Entscheidung des Markgrafen Karl II. von Baden Durlach 1556 evangelisch. Das benachbarte Wasenweiler, dessen Ortsherren die Deutschritter waren, blieb katholisch. Der Deutsche Orden behielt auch in Ihringen den Kirchensatz bei, bis er ihn 1684 an die evangelische Kirche verkaufte.

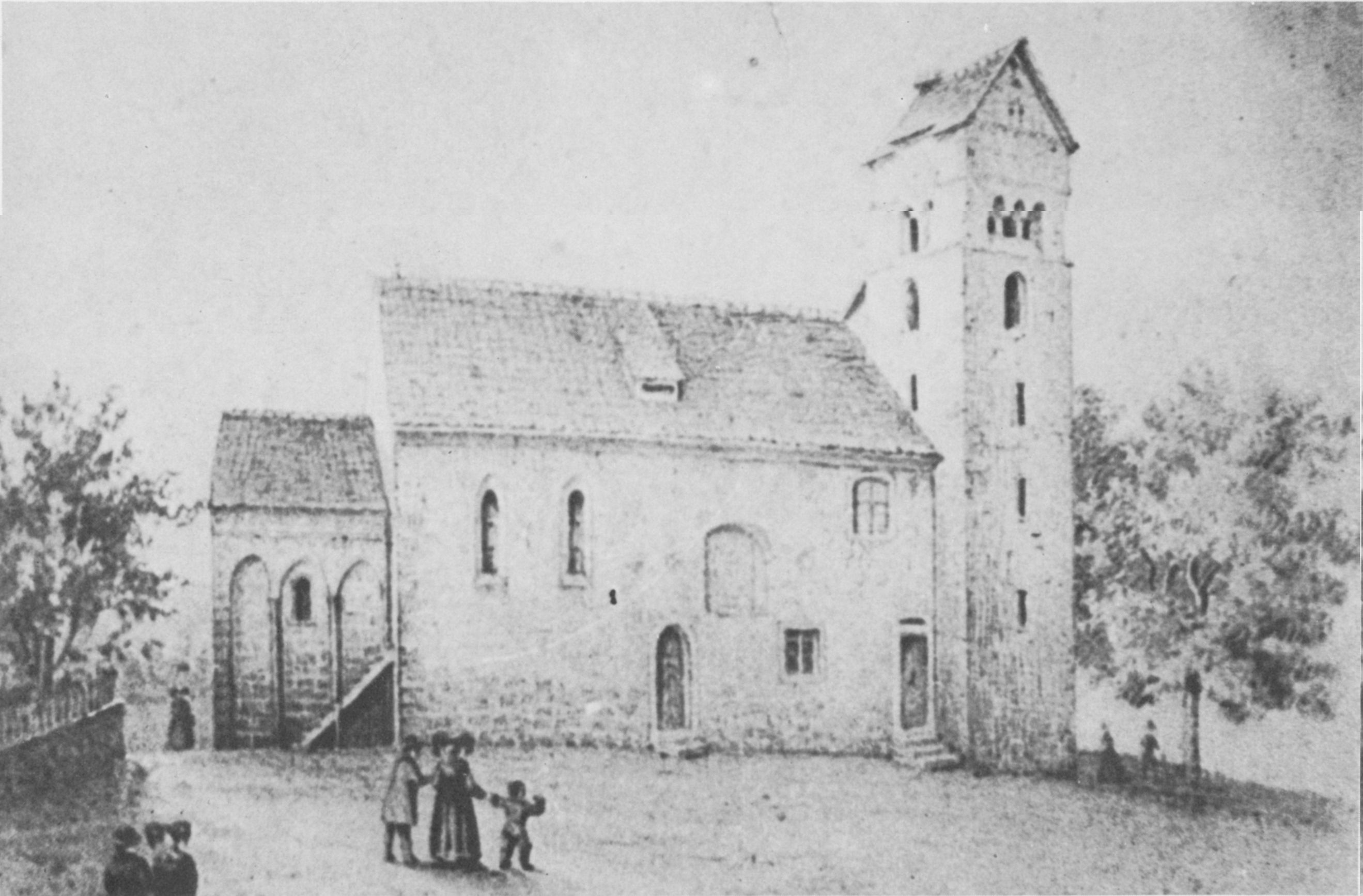
Ehemalige Ihringer Kirche

Das Alter des Vorgängers der jetzigen Kirche ist unbekannt. Nach einem Bild könnte der Turm in der Zeit romanischen Bauens entstanden sein. Jedenfalls war der Vorgängerbau 1827 schadhaft, „zu beengt“ und ungeeignet, „Empfindungen und Andacht zu beleben“. 1872 wurde man sich über einen „Entwurf der Bezirksbauinspektion“ einig. Die alte Kirche wurde abgerissen. Von 1874 bis zur Weihe am 22. April 1877 wurde gebaut. Erst 1920 erhielt der Raum eine Beleuchtung durch „einen 8flammigen Kronleuchter“ und erst 1933 eine Heizung. Der Zweite Weltkrieg verursachte schwere Schäden. Sämtliche Fensterscheiben, etwa 120 m², wurden zerstört. 1968 stellte die Gemeinde den Antrag, ihre „sehr renovierungsbedürftige“ Kirche auf die Dringlichkeitsliste der Oberfinanzdirektion zu setzen. Das heranrückende hundertjährige Jubiläum führte 1975 zum Beschluss, der von 1976 bis 1978 verwirklicht wurde. Erhebliche statische Schwächen waren zu beseitigen. So mussten die linke und rechts Außenwand durch zehn Zugstangen gesichert werden. Der alte, ausgeleierte Eichenholz-Glockenstuhl, der in den Verankerungen keinen Halt mehr hatte und sich bei jedem Geläut beängstigend bewegte, wurde zwar erhalten, der eigentliche Glockenträger wurde aber aus verzinktem Stahl neu erstellt.

## Gebäude und Ausstattung

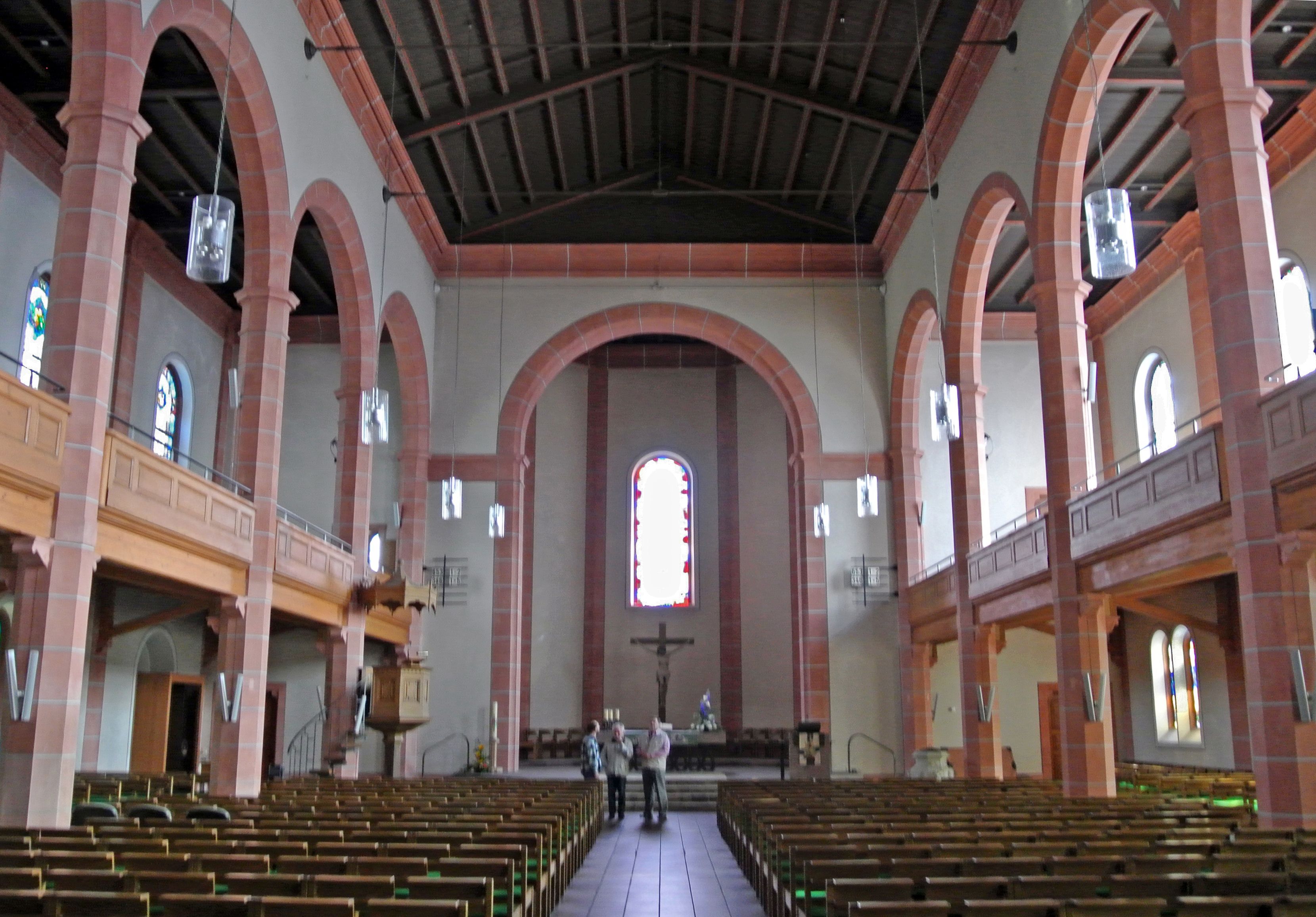
Blick zum Chor

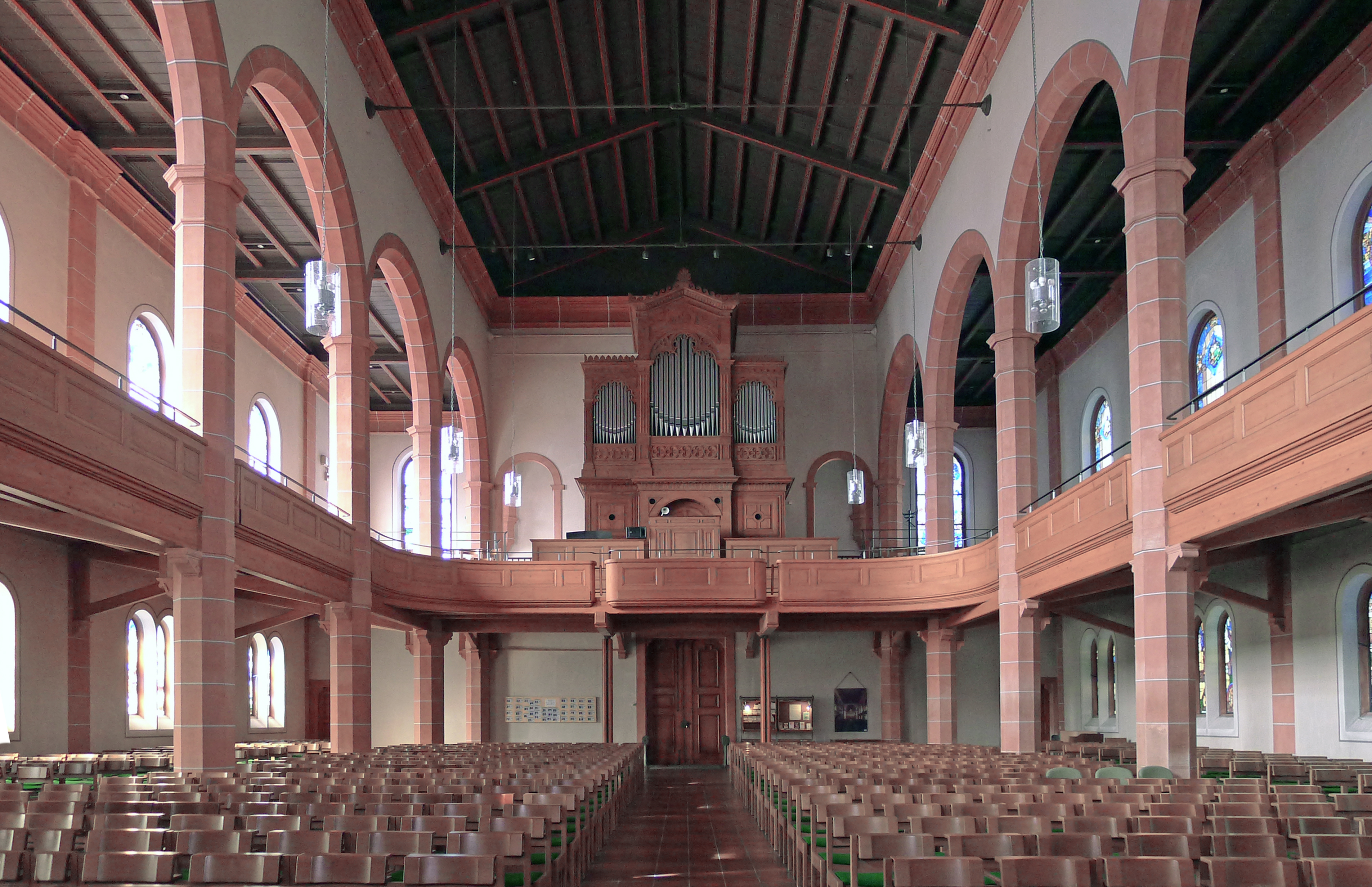
Blick zur Orgelempore

Die geostete Kirche steht am Platz ihres mittelalterlichen Vorgängers. Es ist eine Hallenkirche mit sieben Langhausjochen, rundbogigen Fenstern, dreiseitig geschlossenem Chor und einem 61 m hohen Westturm. Außen gliedern zwischen den Fenstern Strebepfeiler die Langhauswände. Unter dem Dachansatz verläuft ein Rundbogenfries. Im Innern trennen rundbogige Arkaden auf hohen achteckigen Pfeilern die drei Schiffe. Emporen auf allen vier Seiten schaffen zusätzlich Raum. Ein rundbogiger Triumphbogen führt in den Chor. Die Wandflächen sind weiß, die tragenden Architekturteile rötlich bis ockerfarbig gehalten.
Aus der Vorgängerkirche stammen der Leib des Gekreuzigten am Kruzifix, um 1500 entstanden und der achteckige, mit Puttenköpfen und Akanthus verzierte Taufstein, um 1700 entstanden.

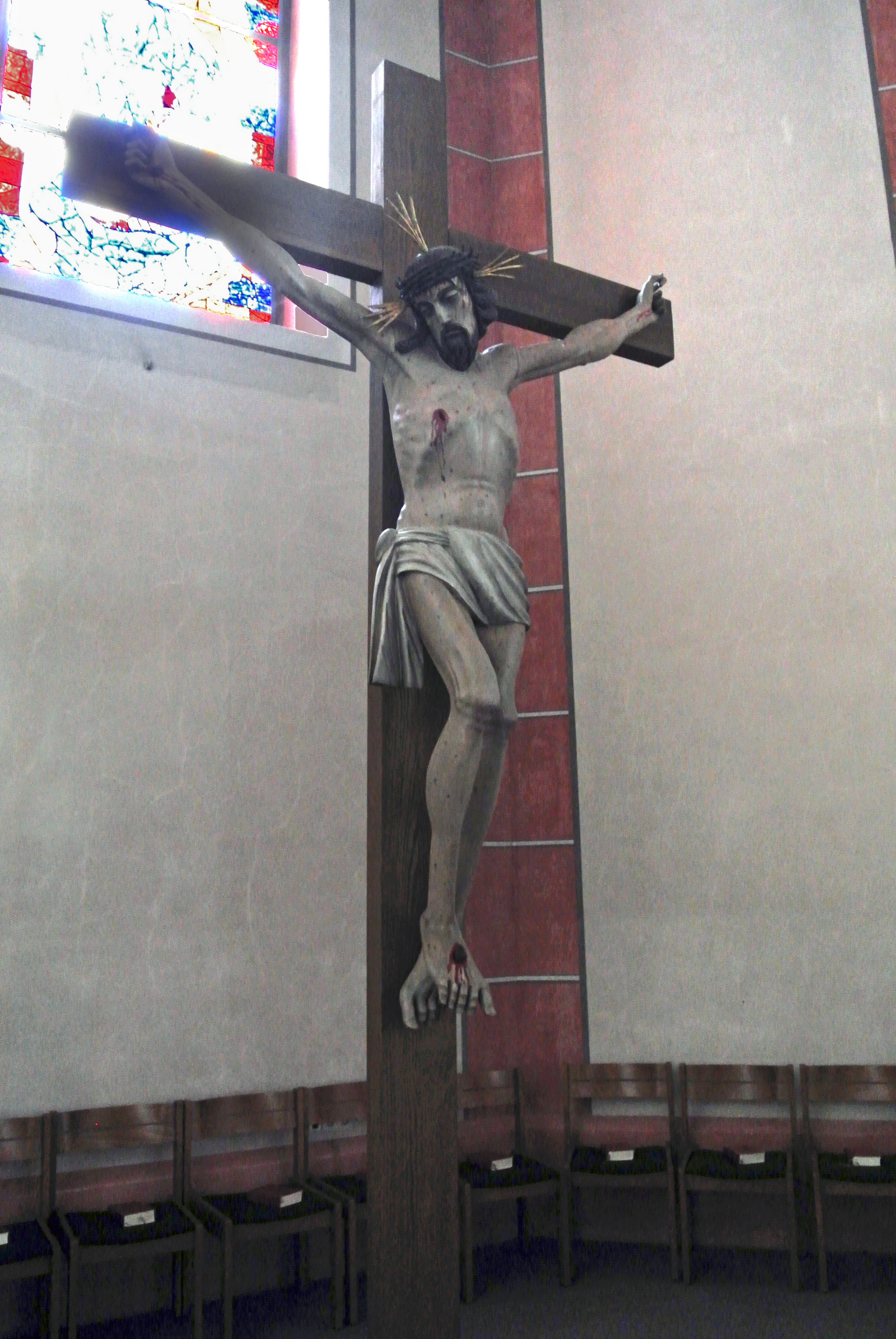
Kruzifix

Bei der jüngsten Renovierung wurden die Fenster mit Bildern von Valentin Peter Feuerstein neu verglast, die Fenster der linken Langhausseite mit Szenen aus dem Alten, die Fenster der rechten Seite mit Szenen aus dem Neuen Testament. Mehrfach erinnern Weintrauben und Winzer an die wirtschaftliche Grundlage Ihringens, so beim Gleichnis von den Arbeitern im Weinberg (Mt 20,1 ) auf der rechten Seite.
Ebenfalls von der letzten Renovierung stammen Altar, Ambo und die Griffe an den Eingangstüren, alle nach Entwürfen von Walter Schelenz.
Orgel
Im Jahr 1878, ein Jahr nach der Weihe, erhielt die Kirche eine Orgel, gebaut von Orgelbauer Carl Heinrich Schäfer aus Heilbronn. Sie ist entsprechend dem Klangideal der Romantik gestimmt und hat 25 Register auf zwei Manualen und Pedal. Bemerkenswert ist auch der Orgelprospekt, der klassizistisch gestaltet ist. Das empfindliche Instrument, das unter Denkmalschutz steht, wurde zuletzt im Jahr 2000 einer gründlichen Revision unterzogen.